# Eickendorf, Börde
Eickendorf (Landkreis Börde) este o comună din landul Saxonia-Anhalt, Germania.